# Jean-Pascal Hattu
Jean-Pascal Hattu (París, 16 de novembre de 1962) és un director de cinema, documentalista i guionista francès.

## Biografia
Destinat inicialment al periodisme, Jean-Pascal Hattu va treballar l'any 1983 a Matin de Paris, després a Télérama com a autònom. El 1986 va informar per al canal M6 i després es va incorporar a Canal Plus el 1988, on va presentar el temps mantenint un peu en les notícies. Va romandre al canal xifrat durant cinc anys. Apassionat pel cinema, va conèixer André Téchiné que el 1992 li va oferir una plaça de director en pràctiques a Les Roseaux sauvages, després com a 2n assistent a Les Voleurs (1994). Després va deixar el periodisme per dedicar-se a la direcció. Va rodar el seu primer curtmetratge Coma el 1995, després Au dessus de la mer el 1998 i va seguir amb Cadeaux que va dirigir el 1999.
Mentre treballava en l'escriptura del seu primer llargmetratge, va conèixer els creadors de l'espectacle "Strip-tease", Jean Libon i Marco Lamensh, que li van demanar que s'unís a l'equip. Va dirigir més de deu pel·lícules per a l'espectacle entre el 2000 i el 2005, entre elles Les gens d'en face i La chasse aux pigeons. Firmarà dos “52 min” per a l'espectacle “Squat” i “Welcome in Britany”.
El 2006 va rodar el seu primer llargmetratge 7 ans a Clermont-Ferrand i Garait amb Valérie Donzelli, Bruno Todeschini i Cyril Troley. La pel·lícula explica la difícil història d'amor entre una dona i el seu marit empresonat. La pel·lícula, estrenada el 21 de febrer de 2007, va ser seleccionada en nombrosos festivals, com ara la 63a Mostra Internacional de Cinema de Venècia.
L'any 2008 va fer un documental per a France 5 Parents comme-ci, enfants comme ça, una de les primeres pel·lícules que va abordar frontalment el tema de la criança entre persones del mateix sexe.
L'any 2010 va començar a escriure un llibre dedicat al seu pare Guy Hattu, renebot de Georges Bernanos. El seu pare va aterrar el 6 de juny de 1944 dins del comando 4-Kieffer. Un matin à Ouistreham va ser publicat per Tallandier l'any 2014, l'any del 70è aniversari del desembarcament a Normandia.
Aficionat a la història, Jean-Pascal Hattu es va dedicar del 2013 al 2014 a la producció de quatre documentals sobre la història de les fàbriques del grup Safran.
El 2015, va participar en el llançament d'un nou programa documental a France 3 Vive la politique!, produït per Emilie Raffoul, amb guió de striptease, sense comentaris i sense entrevistes. Entre el 2015 i el 2018, va dirigir cinc pel·lícules, entre les quals Le maire et ses migrants.
El 2018 va codirigir amb el seu cosí Yves Bernanos un documental sobre el seu avantpassat Georges Bernanos : histoire d'un homme libre per France 3 Hauts de France.

## Filmografia

### Llargmetratge
- 2007 : 7 ans

### Curtmetratges
- 1995 : Coma
- 1999 : Cadeaux
- 1999 : Au-dessus de la mer

### Documentals
- 2019 Georges Bernanos: histoire d'un homme libre (52 min) France 3 Hauts de France
- 2017 Le maire et les chinois 52 min (France 3)
- 2017 Haut les cultes (France 3)
- 2016 Odeurs sur la ville (France 3)
- 2016 Front de mer (France 3)
- 2016 Le maire et ses migrants (France 3)
- 2015 Hispano suiza Polska Une histoire industrielle et humaine (SAFRAN)
- 2015 Turbomeca Une histoire industrielle et humaine (SAFRAN)
- 2014 Sagem Une histoire industrielle et humaine (SAFRAN)
- 2013 Snecma Une histoire industrielle et humaine (SAFRAN)
- 2008 Parents comme si, enfants comme ça (52 min) France 5
- 2005 Squat (Strip-tease)
- 2005: Maman, mes ouvriers et moi (Strip-tease)
- 2005: Welcome in Britany (Strip-tease)
- 2004: Le maître du logis (Strip-tease)
- 2003: Gardez le sourire (Strip-tease)
- 2002: Acteur ou tracteur (Strip-tease)
- 2002: Ah la vie, ah la mort ! (Strip-tease)
- 2001: Une anglaise et le continent (Strip-tease)
- 2000: La chasse aux pigeons (Strip-tease)
- 2000: Les gens d'en face (Strip-tease)

### Publicitat
- 2012 Espot publicitari de l'Associació Solidarité Logement (abbé Pierre)